# Le due vite di Mattia Pascal
Le due vite di Mattia Pascal è un film del 1985 diretto da Mario Monicelli, ispirato al romanzo Il fu Mattia Pascal di Luigi Pirandello.
Di questo film esiste una versione televisiva di 150 minuti.
È stato presentato in concorso al 38º Festival di Cannes.

## Trama
Dopo la morte del padre, Mattia Pascal conduce nel paese di Miragno una vita pigra e inconcludente, anche a causa delle questioni di eredità che sono nelle mani di Malagna, un amministratore astuto e di dubbia correttezza. Mattia è sposato con Romilda e i due vivono nella casa di lei insieme alla suocera, una donna vessatrice e grossolana. Mattia ha una relazione con Oliva, figlia di un suo dipendente, che gli darà un erede. Quando anche la vecchia madre muore, Mattia, ormai insofferente di tutto, decide all'improvviso di salire su un treno notturno che transita verso la Francia e di scendere a Montecarlo.
L'idea di sparire, "tout court", ha sopraffatto quella di suicidarsi. Al casinò Mattia, come spesso accade ai neofiti, è aiutato da una fortuna sfacciata e vince somme esorbitanti. Intanto in paese, non avendo più sue notizie, i familiari decidono di tumulare un corpo nelle cui fattezze tutti hanno identificato lo scomparso Mattia. Assistendo di nascosto al rito nel cimitero, Pascal si adatta subito alla nuova e favorevole situazione e ormai, ufficialmente morto, parte per Roma deciso a ricominciare da zero una nuova esistenza. Tuttavia commette l'errore di stracciare i suoi vecchi documenti e con ciò annulla la sua personale identità.
Si fa passare allora per tale Adriano Meis, esponendosi alla mercé del caso e correndo il rischio di essere coinvolto in sospetti e contrattempi. Trovata ospitalità presso una famiglia di Roma, Mattia si innamora, ricambiato, di Adriana. I due partono per Venezia ma l'uomo, ormai abituato a concedersi ogni lusso, si trova nei guai a causa della sfortuna al gioco. Proprio mentre Adriana gli annuncia felice la sua maternità Mattia, ormai invischiato nei debiti, decide vilmente di piantare lei e il suo fardello, di "uccidere" Adriano Meis e di ripresentarsi a Miragno nei panni del redivivo, con tutti i diritti conseguenti.
Giunto nel paese, Mattia però scopre che la moglie Romilda ha sposato il suo amico Mino Pomino e che i due hanno una neonata. Per evitare lo scandalo, parenti ed amici concordano che di tanto in tanto, il fu Mattia Pascal andrà a prendere il caffè in casa della moglie e gli capiterà di incontrare Oliva - la quale gli fa conoscere il figlio avuto da lui, ma riconosciuto dal Malagna, ora marito della donna - e che potrà ritirarsi a vivere e lavorare nella biblioteca comunale come aiutante. Ormai ridotto in povertà, ogni tanto Mattia Pascal si reca a rendere un patetico omaggio floreale alla propria tomba.